# 23990 Springsteen
23990 Springsteen (1999 RM1) là một tiểu hành tinh vành đai chính được phát hiện ngày 4 tháng 9 năm 1999 bởi I. P. Griffin ở Auckland. Nó được đặt theo tên American musician Bruce Springsteen.